# Jimmy Danger
Pour les articles homonymes, voir Danger (homonymie) et Ibo.
Jimmy Danger, de son vrai nom Laurent Ibo, est un acteur, humoriste et homme de théâtre ivoirien.

## Biographie
Jimmy Danger est de l'ethnie bété, il s'est fait remarquer dans la série satirique Faut pas fâcher, dans laquelle il jouait au début souvent un ami d'Oméga David. Il s'est aussi fait remarquer par ses apparitions sur les scènes de théâtre d'Abidjan et à la Première les weeks-ends dans Sacré soirée, Dimanche Passion, etc. avec son ami Digbeu Cravate. Il joue souvent le rôle de jeune brigand dans les films.
Plus tardivement, il commence à montrer son talent comique en jouant notamment des rôles de travesti aux côtés de Doh Kanon. Au cinéma et au théâtre, il commence également à faire du Stand-Up. Il est devenu un acteur continentalement connu et dont le talent est unanimement reconnu dans toute l'Afrique francophone.
En l'an 2000 il produit, avec Digbeu Cravate, une œuvre discographique (single) dont le refrain du morceau principal (Mapouka) est resté célèbre : C'est Digbeu Cravate, c'est Jimmy Danger... Aujourd'hui il continue d'animer des spectacles au théâtre, de jouer dans la série Faut pas fâcher et de tourner dans les grands films ivoiriens et africains.
En début d'année 2007, il est l'acteur principal du film Danger permanent, considéré comme un des plus grands films policiers de l'histoire du cinéma ivoirien ; une affiche alléchante à la sauce ivoirienne.

## Filmographie
- 1993 : Faut pas fâcher (série télévisée)
- 2000 : Bronx-Barbès d'Éliane de Latour : Tarek Aziz
- 2005 : Coupé-Décalé vol 4 avec Michel Bohiri, Digbeu Cravate
- 2006 : Après l'océan d'Éliane de Latour : Billy le couturier
- 2007 : Un homme pour deux sœurs de Marie-Louise Asseu : Ami de Marc Arthur
- 2007 : Danger permanent de Pierre Laba, avec Michel Bohiri, Michel Gohou, Adrienne Koutouan, Guehi Vêh...
- 2007 : La Grossesse avec Oméga David, Digbeu Cravate, Ange Kéffa, Zongo & Tao, Guêhi Veh...
- 2007 : Dr Boris (série télévisée)
- 2007-2008 : Scandale dans la famille - Trio de choc
- 2008 : Haute trahison
- 2008 : Ma famille

## Au théâtre
- 2000 : Petit théâtre - C'est pas moi l'enceinteur avec Digbeu Cravate, Ange Keffa, etc.
- 2004 : Maquis du Dromikan 1 avec Adama Dahico, Guehi Vêh, Digbeu Cravate, Oméga David...
- 2004 : Maquis du Dromikan 2 avec Adama Dahico, Guehi Vêh, Digbeu Cravate, Oméga David...
- 2004 : Maquis du Dromikan 3 avec Adama Dahico, Guehi Vêh, Digbeu Cravate, Oméga David, Michel Gohou...
- 2004 : Maquis du Dromikan 4 avec Adama Dahico, Guehi Vêh, Digbeu Cravate, Oméga David...
- 2005 : Guehi Vêh met Jimmy en danger avec Guehi Vêh, Oméga David, etc.
- 2006 : Qui a enceinté la bonne ? avec Marie-Louise Asseu, Michel Bohiri, Digbeu Cravate, Fanta Coulibaly, Fortuné Akakpo...
- Décembre 2006 : Bonjour 2007 avec Bamba Bakary, Digbeu Cravate, Doh Kanon
- 2007 : Les Bobodioufs au palais de la culture avec Guehi Vêh, les Bobodioufs...
- 2007 : Sillons de la paix avec Aïcha Koné, Bailly Spinto, Ismael Isaac, Guehi Vêh, Amédée Pierre, etc.
- 2007 : Dialogue Direct 1 avec Doh Kanon
- 2007 17 août : Dialogue Direct 2 avec Doh Kanon
- 2007 : Le Mariage de Doh Kanon
- 2007 : Au nom de l'amour
- 2008 : Mana Kampêss

## Discographie
- 2000 : Mapouka